# Loasaceae
Loasaceae, biljna porodica u redu drjenolike. Postoji preko 300 vrsta jednogodišnjeg i dvogodišnjeg raslinja i trajnica unutar najmanje dvadeset rodova, koje rastu poglavito po duplom američkom kontinentu, ali i dijelovima Afrike, Azije i Europe; u Hrvatskoj nema predstavnika. 

## Opis
Loasaceae su uglavnom tropska američka porodica biljaka iz reda drena (Cornales), mnoge s bolno peckajućim dlačicama, ali prekrasnim i često bizarnim cvjetovima crvene, narančaste, žute ili bijele boje. Biljke su često vijugave i uglavnom zeljaste. Rod Loasa, s oko 100 vrsta od Meksika do Anda, ima dlačice poput koprive koje mogu uzrokovati nelagodu danima; njegovi neobično oblikovani cvjetovi imaju pet žutih latica poput vrećica koje prekrivaju ujedinjene prašnike i prepoznatljive velike nektarije u boji. Blisko srodna Caiophora (ili Cajophora), s oko 65 tropskih američkih vrsta, kao i Loasa, uglavnom raste na stjenovitim padinama hladnih područja Anda i također ima oštre dlake.
Vrste iz roda Mentzelia imaju dlačice koje ne bodu, ali su kukaste. Neke imaju satenaste narančaste cvjetove manje od 6 cm (2,4 inča), kupastih cvjetova s pet latica, to je “plamteća zvijezda” (M. laevicaulis) zapadne Sjeverne Amerike. Žuti, mirisni cvjetovi “plamteće zvijezde” otvaraju se predvečer. Nekoliko Loasaceae raste u Africi, zapadnoj Aziji i Polineziji (ortoci Marquesas).

## Rodovi
1. Familia Loasaceae Juss. (329 spp.)
  1. Subfamilia Eucnidoideae ined.
    1. Eucnide Zucc. (14 spp.)

  2. Subfamilia Schismocarpoideae ined.
    1. Schismocarpus S.F.Blake (2 spp.)

  3. Subfamilia Loasoideae Gilg
    1. Huidobria Gay (2 spp.)
    2. Kissenia R. Br. ex T. Anderson (2 spp.)
    3. Plakothira Florence (3 spp.)
    4. Xylopodia Weigend (2 spp.)
    5. Nasa Weigend (98 spp.)
    6. Aosa Weigend (8 spp.)
    7. Presliophytum (Urb. & Gilg) Weigend (5 spp.)
    8. Blumenbachia Schrad. (10 spp.), blumenbahija
    9. Loasa Adans. (23 spp.)
    10. Grausa Weigend & R. H. Acuña (6 spp.)
    11. Klaprothia Kunth (2 spp.)
    12. Pinnasa Weigend & R. H. Acuña (7 spp.)
    13. Scyphanthus [D. Don] (1 sp.)
    14. Caiophora J. Presl (38 spp.), kajofora

  4. Subfamilia Mentzelioideae (Rchb.) Gilg
    1. Mentzelia L. (97 spp.), mentzelija

  5. Subfamilia Gronovioideae (Rchb.) M. Roem.
    1. Gronovia L. (2 spp.)
    2. Fuertesia Urb. (1 sp.)
    3. Cevallia Lag. (1 sp.)

  6. Subfamilia Petalonychoideae Weigend
    1. Petalonyx A. Gray (5 spp.)